# Heteropyxidaceae
Heteropyxidaceae is een botanische naam, voor een familie van tweezaadlobbige planten. Een familie onder deze naam wordt zo af en toe erkend door systemen van plantentaxonomie: de betreffende planten worden ook vaak ingevoegd bij de familie Myrtaceae.
Het APG-systeem (1998) en het APG II-systeem (2003) erkennen de familie wel maar de Angiosperm Phylogeny Website [10 dec 2007] weer niet. Indertijd werd de familie ook erkend door het Wettstein-systeem (1935).
Indien erkend gaat het om een heel kleine familie van enkele soorten, die voorkomen in Afrika.